# 叶莲娜·斯塔索娃
叶莲娜·德米特里耶夫娜·斯塔索娃（俄語：Еле́на Дми́триевна Ста́сова；1873年10月15日—1966年12月31日），苏联共产主义革命家、共产国际活动家。

## 生平
- 1873年10月3日（格里历：10月15日）出生于沙俄圣彼得堡的一个贵族家庭。父亲德米特里·瓦西里耶维奇·斯塔索夫是一位律师，也是俄罗斯音乐协会的组建者之一。她是家里的第五个孩子。她的祖父瓦西里·彼得罗维奇·斯塔索夫（1769-1848）是建筑师，沙俄帝国艺术学院（现俄罗斯列宾美院）院士。叔叔弗拉基米尔·瓦西里耶维奇·斯塔索夫（1824-1906）是音乐和艺术评论家、艺术史学家、档案管理员。妹妹瓦尔瓦拉·斯塔索娃（1862-1943）是音乐家。
- 13岁前在家接受教育。1887年-1890年，L.S.Tagantseva私立女子学校学习，以优异成绩毕业。毕业后成为一名俄语和历史教师。
- 1893年斯塔索娃遇到了娜杰日达·克鲁普斯卡娅，她们一起在学校从事工人教育，并进行共产主义宣传。1898年加入俄国社会民主工党和工人阶级解放斗争协会。
- 1901年-1904年，《火星报》编辑。在在圣彼得堡、奥廖尔、莫斯科、明斯克、维尔诺等地进行地下党工作。1904年被捕。
- 1904年-1906年，俄国社会民主工党中央委员会的北方局书记，兼任圣彼得堡党委书记。期间，1905年-1906年流亡瑞士，在俄国社会民主工党中央工作，并参与出版《无产者报》。1906年在芬兰从事跨境的武器、金钱和政党工作人员的运输，再次被捕。
- 1907年-1912年，第比利斯党委宣传工作。
- 1912年7月返回圣彼得堡，再次被捕。1913年-1916年，流放叶尼塞省。
- 1916年获释后前往圣彼得堡，参与党组织地下工作，被捕。二月革命后获释。
- 1917年3月-8月，俄国社会民主工党（布）中央局书记。
- 1917年8月-1919年3月，俄共（布）中央委员会书记。1918年，俄共（布）彼得格勒市委委员，彼得格勒契卡主席团成员。
- 1919年3月-11月，俄共（布）中央委员会执行书记。
- 1919年11月-1920年3月，俄共（布）中央委员会书记处书记。
- 1920年3月-9月，俄共（布）彼得格勒市委组织部长，东方人民第一次代表大会主席团书记，俄共（布）中央高加索局成员。
- 1920年9月-1921年，俄共（布）中央委员会白种人局成员。期间，9月9日-15日，阿塞拜疆共产党（布）中央委员会主席团主席。
- 1921年-1926年，在柏林从事共产国际地下工作。
- 1926年-1927年，联共（布）中央委员会书记处工作。
- 1927年-1937年，国际红色援助会中央委员会主席。
- 1935年-1943年，共产国际国际监察委员会委员。
- 1938年-1946年，《国际文学》杂志（英文、法文）总编辑。
- 1946年，联共（布）中央马列主义研究所顾问。同年退休。
- 1966年12月31日于莫斯科逝世，享年93岁。葬于克里姆林宫红场墓园。

斯塔索娃是俄共（布）7-9大，联共（布）15-17大，第15-17次代表会议，苏共22大代表；第7-8届中央委员，第16届中央监察委员，第6-8届中央政治局委员。

## 荣誉
- 社会主义劳动英雄称号（1960）
- 五次列宁勋章（1933,1953,1956,1960,1963）[2]